# Взаимосвязь языка и власти
Взаимосвязь языка и власти — один из феноменов экономики языка, исследующий использование языка и становление внутренней языковой политики в целях государства как инструмента государственной и общественной власти.
Поскольку одной из важных частей отражения действительности является политическая сфера, язык часто становится важным инструментом в целях общества и государства. Язык может стать ключевым элементом в объединении страны, в вопросах национального самосознания, в вопросах противостояния внешней угрозе. Ещё Эдуард Сепир писал о значимости языка в этом смысле: «…люди в значительной мере находятся под влиянием того конкретного языка, который является средством общения для данного общества. Было бы ошибочно полагать, что мы можем полностью осознать действительность, не прибегая к помощи языка, или что язык является побочным средством разрешения некоторых частных проблем общения и мышления. На самом деле „реальный мир“ в значительной степени бессознательно строится на основе языковых норм данной группы».
Взаимосвязь языка и власти особенно хорошо выражается в рамках функции языковой политики по кодификации, нормализации (стандартизации) и совершенствованию языка.
Интерес к языку как к орудию власти выявил такое направление исследования, как критический анализ дискурса (англ. «critical discourse analysis»). Цель этого направления была плотно связана с языком и властью и помогала понять, как меньшинство, обладающее значительной властью, при помощи языковых средств доминирует и манипулирует сознанием большинства без властных полномочий.

## История
Феномен нашел отражение во взглядах и трудах отечественных и зарубежных ученых. О нём говорили такие ученые-лингвисты и семиологи, как Ф. де Соссюр, Э. Бенвенист, Л. Ельмслев, А.-Ж. Греймас.
Г. Г. Матвеева, И. В. Самарина и Л. Н. Селиверстова утверждают, что «вся политическая деятельность осуществляется посредством языковой деятельности». В своей статье они освещают вопрос взаимосвязи языка и власти, тесно связывая реализацию языка с политическим дискурсом как институциональным явлением.
А. Н. Шепелев в своей работе говорит о языке как об «инструменте власти, с помощью которого власть воздействует на социальные, национальные и иные чувства людей в целях обеспечения нужного ей восприятия различных ситуаций» и «объекте борьбы». Ученый особенно отмечает при этом функции принуждения, манипулирования, а также функцию средства подчинения, реализованную в языке власти. А. Н. Шепелев дифференцирует язык власти и язык политики, характеризуя второе понятие как совокупность языковых инструментов политико-идеологической мобилизации и воздействия на сознание масс.
З. Х. Саралиева и Е. Е. Кутявина отсылают читателя к функции языковой политики по кодификации и стандартизации языка, говоря о тех плюсах, которые дает государству единый государственный язык. В рамках этого ученые также отмечают, что «почти каждое государство стремится монопольно управлять языком» и раскрывают природу языковых манипуляций во власти.
О двух измерениях соотношения языка и власти в одноимённой статье рассуждает Н. В. Морозова. Ученая анализирует роль языка в современных политических процессах и рассматривает исследования языка с позиций инструмента и объекта политической власти. Она также раскрывает роль языка в языковой политике и планировании, а также уже упомянутом политическом дискурсе.
Ряд исследований, связанных со взаимовлиянием языка и власти, был проведен С. Ю. Болдиным. В своей диссертации «Взаимосвязь языка и власти в контексте современной философии» он выявляет характерные черты языка как поля реализации властных стратегий и выделяет неосведомленность как основной фактор реализации власти в языке. Основные положения, выносимые ученым на защиту, были отражены в его исследованиях по смежной тематике.
Отдельным исследовательским интересом стал исторический анализ взаимовлияния в условиях этнокультурного разнообразия на обширных территориях. М. Смит выделяет различия в использовании языка сообществами СССР как инструментом диалектического процесса истории.

## Методология
Взаимосвязь языка и власти исследуется посредством социолингвистических методов, в том числе анализа документальных источников, люнгитюдного (панельного) анализа, статистических методов. Примером лонгитюдного анализа является работа С. Райт, где автор сравнивает взаимосвязь языка и власти в контексте Франции, Испании и Великобритании.
Отдельным комплексом работ является установление общепринятой терминологии, применяемой по отношению к феномену в междисциплинарном контексте. Исследования подобного характера используют также системно-структурный и формально-юридический методы.

## Проблематика
Основными проблемами, связанными с взаимозависимостью и взаимовлиянием языка и власти, ученые считают использование языка как средства манипуляции, доминирования определённой группы над всеми другими группами данного общества и, как следствие, ведение языковой политики, напрямую связанной с укреплением властных позиций данной группы через язык. П. Бурдье описывал языковые взаимодействия как переговоры о символической силе, в которых становится очевидным влияние говорящих или их соответствующих групп.
Существует также проблема языка как средства конструирования идентичности группы и индивида. В процессе становления и развития государства создаются условия, необходимые для языкового пространства, на котором должен доминировать чаще всего один язык. Язык также играет роль в построении политической и социальной как индивидуальной, так и групповой идентичности. Если внимательно присмотреться к процессам конструирования идентичности, становится ясно, что часто существует сильная экономическая мотивация, которая согласуется с более реляционными аспектами идентификации и принадлежности.